# Catarina Carsten
Catarina Carsten (* 23. April 1920 in Berlin; † 14. Oktober 2019 in Puch bei Hallein) war eine deutsch-österreichische Schriftstellerin.

## Leben
Catarina Carsten lebte ab 1945 im Allgäu. Von 1947 bis 1958 war sie Mitarbeiterin der „Augsburger Allgemeinen“. Seit Anfang der 1950er Jahre war sie
freie Schriftstellerin und Journalistin; von 1964 bis zu ihrem Tod lebte sie in Puch bei Hallein im Land Salzburg. Sie war mit dem 2008 gestorbenen Komponisten Hermann Regner verheiratet. 1978 nahm sie am
Ingeborg-Bachmann-Wettbewerb in Klagenfurt teil.
Catarina Carsten war Verfasserin von erzählenden Werken, Feuilletons, Gedichten, Theaterstücken und Hörspielen.
Catarina Carsten war Mitglied des Österreichischen P.E.N.-Clubs. 1977 erhielt sie für ihre Erzählung Gespräche mit Lebbin den Alma-Johanna-Koenig-Preis; 1984 war sie Rauriser Marktschreiberin.

## Werke
- Morgen mache ich das Jüngste Gericht, Salzburg 1975
- Psychisch krank, Wien [u. a.] 1976
- Herr Charon, Salzburg 1977
- Was eine Frau im Frühling träumt ..., Freiburg im Breisgau [u. a.] 1980
- Sind Sie etwa auch frustriert?, Freiburg im Breisgau [u. a.] 1981
- Der Teufel an der Wand, Freiburg im Breisgau [u. a.] 1981
- Der Fall Ottillinger, Wien [u. a.] 1983
- Wie Thomas ein zweites Mal sprechen lernte, Wien [u. a.] 1985
- Meine Hoffnung hat Niederlagen, Salzburg 1988
- Nicht zu den Siegern, Wien 1994
- Wenn es am schönsten ist, Wien 1995
- Zwischen Rose, Chimäre und Stern, Wien 1996
- Hungermusik, Wien 1997
- Das Beste von der Welt, Wien 1998
- Ich wünsche gute Feiertage, Eschbach/Markgräflerland 1998
- Im Labyrinth der tausend Wirklichkeiten, Wien 1999
- Auf Nimmerwiedersehen, Wien 2001
- Glück und Glas, Wien 2005
- Noch ist es Zeit, Salzburg [u. a.] 2007
- Dass nichts verloren ist, Salzburg 2010[2]